# Josef Chalupník
Josef Chalupník (9. května 1884 Proseč – 20. prosince 1944 Ostrava) byl československý politik, meziválečný poslanec a senátor Národního shromáždění za Československou sociálně demokratickou stranu dělnickou a v letech 1935–1939 i starosta Moravské Ostravy. Byl posledním českým starostou Moravské Ostravy před druhou světovou válkou.

## Biografie
Narodil se v Proseči, malé obci na Chrudimsku, jako nemanželské dítě. Vychovávala ho pouze jeho matka, která pracovala jako služka. Po skončení školní docházky se začal učit u První slévárně a strojírně ve Vysokém Mýtě, kde se vyučil slévačem. Po roční praxi odešel roku 1906 do Vídně, kde nejprve pracoval ve slévárně a poté v továrně na výrobu zemědělských strojů. Po třech letech se vrátil do Vysokého Mýta a nastoupil ve zdejší strojírně a slévárně Rainberg a Novák. V té době byl již čtvrtým rokem členem odborového svazu rakouských kovodělníků. Roku 1912 ho Svaz českých kovodělníků ustanovil tajemníkem v pražské odborové centrále.
Koncem roku 1914 byl odveden do první světové války a 1. února 1915 narukoval k 98. pěšímu pluku rakouské armády. V květnu však byl těžce zraněn a po čtyřech měsících léčby byl definitivně uznán za neschopného vojenské služby. Proto byl umístěn do plzeňských Škodových závodů, kde nejprve pracoval jako slévač a poté jako kontrolor v závodní kantýně.
V říjnu 1917 byl odborovým svazem vyslán do Vítkovic, aby ve zdejších železárnách působil jako odborový předák. Zde se také začal zajímat o komunální politiku, jíž naplno propadl o rok později a věnoval se jí dalších dvacet let. Hájil pozice Českoslovanské sociálně demokratické strany dělnické, jejímž členem se stal ve svých šestnácti letech. Na podzim 1918 byl kooptován do Okresního národního výboru v Moravské Ostravě a 29. prosince se stal vládním komisařem a předsedou správní komise ve Vítkovicích.
Ihned se energicky pustil do práce. Zřizoval městské prodejny potravin ke zlepšení zásobování obyvatelstva. Bojoval proti bytové krizi výstavbou nových obecních domů. Vysokou nezaměstnanost nemohl zcela vyřešit, pomáhal proto především v oblasti sociální – nouzovými pracemi, udělováním podpor apod. Vítkovice se dočkaly střední průmyslové školy, knihovny s čítárnou, hudební školy i městských lázní. Josef Chalupník měl Vítkovice natolik rád, že o něm tehdejší noviny napsaly: „prý by tam nejraděj přestěhoval i novou radnici, divadlo a jiné budovy z Moravské Ostravy“.
Po připojení Vítkovic k Moravské Ostravě prohlásil, že může „s klidným srdcem … odevzdati hospodářství města do rukou těch, kteří povedou správu sloučených obcí“. Stal se členem poradního sboru a presidiální rady vládního komisaře Velké Ostravy. Pokračoval ve své práci na poli bytové výstavby, sociálních služeb a zdravotnictví. Byl rovněž zvolen předsedou správního výboru městské plynárny.
Kromě účasti v komunální politice byl činný také jako poslanec. V parlamentních volbách v roce 1920 získal mandát v Národním shromáždění. Poslanecké křeslo obhájil v parlamentních volbách v roce 1925 i parlamentních volbách v roce 1929. Pak zasedal v horní komoře parlamentu. V parlamentních volbách v roce 1935 získal senátorské křeslo v Národním shromáždění. V senátu setrval do jeho zrušení v roce 1939, přičemž ještě krátce předtím v prosinci 1938 přešel do nově zřízené Národní strany práce. Jako předseda sdružení poslanců a senátorů zvolených za Ostravsko mnohokrát hájil a prosazoval zájmy Ostravy a okolí. Ačkoliv mnohé z jeho návrhů nebyly realizovány, přesto dokázal pro kraj hodně udělat a řada obcí mu udělila čestné občanství (např. Rožnov pod Radhoštěm, Pržno u Vsetína, Jablůnka, Růžďka aj.).
Po rezignaci starosty Jana Prokeše v roce 1935 byl favoritem voleb městského zastupitelstva. To se konalo 20. listopadu 1935 za obrovského zájmu veřejnosti. Volby skončily triumfálně – Josef Chalupník byl zvolen ostravským starostou jednomyslně, tedy i hlasy českých fašistů a německých stran. Novináři o tomto vítězství napsaly, že se jednalo o prvního starostu Moravské Ostravy, který byl zvolen jednohlasně.
Josef Chalupník vedl Ostravu v neklidných třicátých letech 20. století. Republika se ještě potýkala s následky hospodářské krize a k tomu ji ohrožovalo sílící nacistické Německo. Podařilo se sice realizovat výstavbu levných bytů i budování komunikační infrastruktury, kanalizační sítě a veřejného osvětlení, slibný rozvoj Ostravy však zarazil Mnichov.
Dne 14. března 1939, o den dříve než ve zbytku republiky, vstoupila německá okupační vojska do Ostravy. O dva dny později byl Josef Chalupník nacisty na mimořádném zasedání rady sesazen z úřadu starosty, jakož i z dalších politických funkcí. Poté se věnoval spolkovému životu, především jako tajemník Jednoty kovoprůmyslového dělnictva.
1. září 1939 byl zatčen nacisty, po osmi týdnech propuštěn. V červnu 1942 byl znovu zatčen a vězněn po sedm týdnů v Olomouci. Josef Chalupník zemřel na následky věznění 20. prosince 1944. Jeho zásluhy připomíná Chalupníkova ulice v Zábřehu.